# Nosferatu: La Cólera de Malaquías
Nosferatu: La Colera de Malaquías es un videojuego de terror de disparos en primera persona, perteneciente al subgénero de horror de supervivencia, hecho por la empresa desarrolladora sueca de videojuegos Idol FX, lanzado en el año 2003 por iGames Publishing.

## Jugabilidad
Nosferatu: La Cólera de Malaquías es un juego de terror en primera persona. Las armas iniciales del jugador son sus puños y su espada de caña de plata , aunque con armas de fuego como una pistola de chispa, un mosquete de chispa y un revólver Webley; y otras armas estarán disponibles más tarde en el juego. El objetivo del juego es buscar en el castillo y salvar a los miembros de la familia del protagonista dentro de un límite de una hora y media. Estos familiares morirán si no son rescatados lo suficientemente pronto para que el jugador tenga que darse prisa. Los interiores del castillo se generan aleatoriamente al comienzo de un nuevo juego.

## Argumento
La trama es una versión del Drácula de Bram Stoker, con la inspiración de FW Murnau de Nosferatu, eine Symphonie des Grauens y John William Polidori de el Vampiro. El protagonista, es James Patterson, quien está viajando en Transilvania después de perder en el evento de esgrima olímpico que se celebra en Suecia. James se dirige a la boda de su hermana, Rebecca, en el castillo de Malaquías, donde se casará con el hijo del rico conde rumano. Los Patterson son una familia aristocrática pobre, pero orgullosa, de la nobleza británica .
Cuando James llega al castillo, algo parece estar mal, ya que hay cruces clavadas en la puerta del castillo. Después de entrar en el castillo, encuentra al padre Aville, un amigo de los Patterson, y le dice a James que su futuro cuñado es un vampiro, que sus familiares están presos, y el Conde tiene intenciones de usar a Rebecca como un sacrificio virgen para liberar al Señor Malaquías. El padre Aville tiene varios volúmenes de una "Enciclopedia de los muertos vivientes", que James puede recoger opcionalmente a lo largo del videojuego. James debe abrirse camino a través de demonios infernales y vampiros que protegen a sus amigos y familiares lo más rápido que pueda. Si James no localiza y rescata a ciertos miembros de la familia a tiempo, serán sacrificados, uno por uno; Cuantos más aliados James no logre salvar, más fuerte se volverá Lord Malaquías.
Independientemente de cuántas personas rescata James, no puede evitar que el Conde sacrifique a Rebecca. Después de una lucha que termina con el Conde siendo destruido por la luz del sol, James lucha y derrota al recién convocado Lord Malaquías. A pesar de que James se queda desconcertado por la muerte de su hermana, la narración final afirma que demostró ser un verdadero héroe.

## Recepción
El videojuego tiene una puntuación del 70% en Metacritic. GameSpot le dio un 7.5/10, diciendo que "el desarrollador podría no haber creado el videojuego de terror más sólido técnicamente orientado a la acción que existe, pero ha provocado emociones y escalofríos excepcionales".